# Ōta Hisa

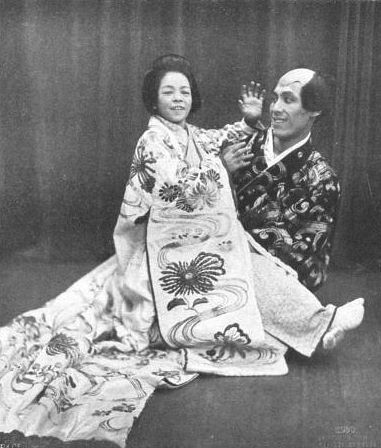
Madame Hanako (vermutlich im Ronacher, Wien)
Sport & Salon, Wien, 4. April 1908

Ōta Hisa (jap. 大田 ひさ; * 7. Mai 1868 im Nakashima-gun, Provinz Owari (heute: Präfektur Aichi); † 2. April 1945 in der Gifu, Präfektur Gifu), auch bekannt als Hanako (花子, dt. „Blumenkind, Blumenmädchen“), Ōta Hanako (太田 花子), Madame Hanako oder Mme. Hanako, war eine japanische Schauspielerin und Tänzerin.

## Leben
Ōta Hisa war Tochter einer verarmten Bauernfamilie und eines von acht Geschwistern. 1875 wurde sie einer Obst- und Gemüsehändler-Familie zur Adoption überlassen, die schließlich auch dem Bankrott anheimfiel. Im Alter von 10 Jahren wurde sie Teil einer Gruppe von reisenden Schauspielerinnen und 1884 wurde sie Geisha. Vier Jahre darauf wurde sie in eine Ehe mit einem 20 Jahre älteren Mann gezwungen. Zehn Jahre später entfloh sie dieser Ehe, die in finanziellem Ungemach endete, mit ihrem Liebhaber nach Yokohama, wo sie sich scheiden ließ und in ihre zweite Ehe eintrat. Innerhalb von drei Jahren wurde auch diese geschieden und sie reiste mit einer Tanztruppe nach Kopenhagen.
Ōta Hisa tourte von 1902 bis 1921 ausgiebig in Europa und Nordamerika. In Europa wurde sie von der amerikanischen Tänzerin Loïe Fuller angeheuert, die aus Kostengründen Ersatz für ihre japanische Tanzgruppe suchte, die vom seinerzeitigen Star Sada Yacco angeführt wurde. Sie gab Ōta Hisa die Funktion des Stars ihrer japanischen Truppe und benannte sie Hanako. Fuller schrieb Stücke für sie, die nach ihrem Dafürhalten japanisch anmuteten, wenngleich aber kaum Bezug zu realer japanischer Kultur bestand. Am Ende jedes dieser Stücke starb Hanako auf melodramatische Weise, sei es durch Strangulation durch ihren Liebhaber oder Harakiri.
Die Darbietungen der zierlichen, auf weniger als 155 cm und 35 kg geschätzten Madame Hanako, als die sie nun öffentlich bekannt war, fanden ein positives bis enthusiastisches Echo. Schon 1907 widmete die New York Times ihr einen ganzseitigen Artikel. Ihre Aufführungen 1908 im Ronacher in Wien wurden »allabendlich gerechterweise bewundert«, berichtete weiland die Zeitschrift Sport & Salon. 1910 erfolgte ihre erste Reise nach Russland. Der Dramatiker Nikolai Evreinov pries ihre »wahrhafte Theaterkunst«, die ganz ohne kluge Manuskripte, teure Kostüme und aufwändige Bühnengestaltung auskomme.
Die Zeit überdauernde Bekanntheit erfuhr sie als Model des Bildhauers Auguste Rodin, dem sie auf Vermittlung von Loïe Fuller zuerst 1906 in Marseilles begegnet war. Zwischen 1908, vielleicht schon seit 1906, und 1911 fertigte er eine Serie von 53 Masken von Hanako – mehr als von allen anderen seiner Modelle. Die meisten dieser Masken befinden sich im Musée Rodin in Paris. Zwei der Masken aber, der Kopf des Todes und Eine meditierende Frau, vererbte Rodin an Hanako und sie gelangten schließlich nach wechselvoller Geschichte in das Kunstmuseum von Niigata.
Bei Anbruch des Ersten Weltkrieges 1914 zog sie mit Rodin nach London. Als es schwierig wurde, neue Bühnenengagements zu bekommen, öffnete sie dort ein japanisches Restaurant auf dem Dorset Square, das Kogetsu, welches sogar einmal vom japanischen Kronprinzen Hirohito besucht worden sein soll. 1916 kehrte sie zwischenzeitlich kurz nach Japan zurück, um Tänzerinnen für ihre Show anzuwerben.
1921 kehrte sie schließlich für immer nach Japan zurück, wo ihre Existenz aber keine besondere Beachtung mehr fand, wenn man von vereinzelten Besuchen von Reportern oder Rodin-Fans absieht. 1927 adoptierte sie den Sohn ihres Bruders, der ihr 1934 zu Großmutterfreuden verhalf. Bald nach einem amerikanischen Bombenangriff auf ihren Heimatort während des Zweiten Weltkriegs, bei dem auch ihr Haus zerstört wurde, verstarb sie im April 1945 im Alter von 77 Jahren.

## Rezeption
Der japanische Autor Mori Ōgai schrieb bereits 1910 die Kurzgeschichte Hanako, angelehnt an Ōta Hisa und Rodins Faszination für sie. 1995 verfilmte der japanische Dokumentarfilmer Hisaya Iwasa die Liebesgeschichte zwischen Rodin und Ota unter dem Titel Petite Hanako – The Actress Who Captured Rodin’s Heart, mit der Tänzerin Anzu Furukawa in der Hauptrolle.

## Ausstellung
- 2016: Auguste Rodin und Madame Hanako. Georg-Kolbe-Museum, Berlin. Katalog.